# Monica Ceccon
Monica Ceccon (sinh ngày 2 tháng 3 năm 1976 ) là một tay đua xe đạp đại diện cho Ý và Saint Kitts và Nevis. Cô đại diện cho Saint Kitts và Nevis vào năm 2009 và thi đấu tại Giải vô địch thế giới UCI Road 2009.